# Спортивная школа олимпийского резерва № 73
Спортивная школа олимпийского резерва № 73 «Виктория» — детско-юношеская спортивная школа олимпийского резерва в Москве. В школе ведётся обучение волейболу и фехтованию. Расположена в районе Сокол Северного административного округа по адресу: улица Алабяна, дом 13, корпус 1. Основана в 1937 году. С 2022 года входит в структуру ГБУ ДО «Московской волейбольной академии».

## История
В 1935 году в Ленинградском районе Москвы была организована детская спортивная школа (одна из первых в городе). В 1937 году для школы около посёлка Сокол было построено первое четырёхэтажное здание (типовой проект архитектора М. Г. Куповского). Этот год и считается официальной датой открытия школы. Первое время спортивная школа делила здание с общеобразовательной школой № 597 (позднее — школой № 596).
В послевоенное время в школе обучали нескольким спортивным дисциплинам: волейболу, баскетболу и художественной гимнастике. К концу 1960-х годов в школе обучалось около 900 человек. В связи с большим числом учеников в 1969 году ДЮСШ № 1 была разделена на две. Старое помещение и номер 1 сохранила школа, специализирующаяся на волейболе. Для художественной гимнастики была образована ДЮСШ № 2. Позднее средняя школа № 596 переехала в новое здание, а старое полностью заняла спортивная школа № 1. В 1969 году к зданию с учётом современных требований был пристроен новый спортивный зал.
Спортивная школа стала работать в режиме продлённого дня. В 1974 году на базе средней школы № 739 были открыты специализированные спортивные классы. Затем спортивные классы были открыты и на базе школы № 706. Благодаря работе специализированных спортивных классов школе удалось добиться более высоких результатов.
С 1976 года школа носит нынешнее название и номер: «Специализированная детско-юношеская школа Олимпийского резерва № 73 „Виктория“».
Около десяти лет директором школы был заслуженный мастер спорта СССР Нил Шафикович Фасахов. В 1995 году директором стал Сергей Владимирович Магидович. В 2000-х годах директором был Владимир Анатольевич Ромейко.
В 2003 годах старое здание школы было снесено, а на его месте началось строительство двадцатитрёхэтажного жилого комплекса «Мономах». С 2007 года школа занимает помещения со спортивными залами на первых этажах жилого комплекса. Если раньше в школе было два игровых зала и один тренировочный, то после строительства новых помещений стало 8 спортивных залов, из которых четыре волейбольных. В 2008 году в школе было открыто отделение фехтования.
1 сентября 2022 года школа вошла в структуру ГБУ ДО «Московской волейбольной академии».

## Школа сегодня
Общая площадь спортивного комплекса школы составляет 7200 м². Имеется 8 спортивных залов. Среди них большой зал с трибунами, где можно проводить спортивные соревнования, фехтовальный зал, тренировочный зал, специальный зал для прыжковой подготовки. Есть 13 раздевалок, медико-восстановительный комплекс, центр спортивного тестирования, кафетерий, комнаты отдыха, методический кабинет. В школе обучается более 600 детей. Также могут заниматься спортом ветераны и люди с ограниченными возможностями.

## Воспитанники
Среди воспитанников школы множество чемпионов и призёров российских и международных спортивных соревнований. Среди них волейболисты Илья Савельев, Тарас Хтей, Алексей Вербов, Даниил Дубницкий, волейболистки Людмила Чернышёва, Ольга Поташова, тренер юниорской сборной России по волейболу Александр Кариков, фехтовальщик Камиль Ибрагимов.